# MattyBRaps
Matthew David Morris (født 6. januar 2003 i Duluth) er en amerikansk sanger, bedre kendt som MattyB eller MattyBRaps. MattyB lagde sin første video ud for ca. 7 år siden og i 2012 fik han sit største gemnembrud. Han lavede bl.a. sang covers sammen med andre youtube stjerner, såsom Cimorelli. MattyB lavede sin første EP i 2015 med sangen My oh My og New kids. MattyB's pladeselskab er Sony Music.
Siden starten på hans musikkarriere da han var syv år gammel, er han hurtigt blevet en superstar på internettet med mere end 5 milliarder videovisninger over 27 millioner Internet-tilhængere, der omfatter 12 millioner YouTube-abonnenter og yderligere 15 millioner tilhængere på forskelliged sociale medier. [kilde mangler]